# Pactul de la Londra (1915)

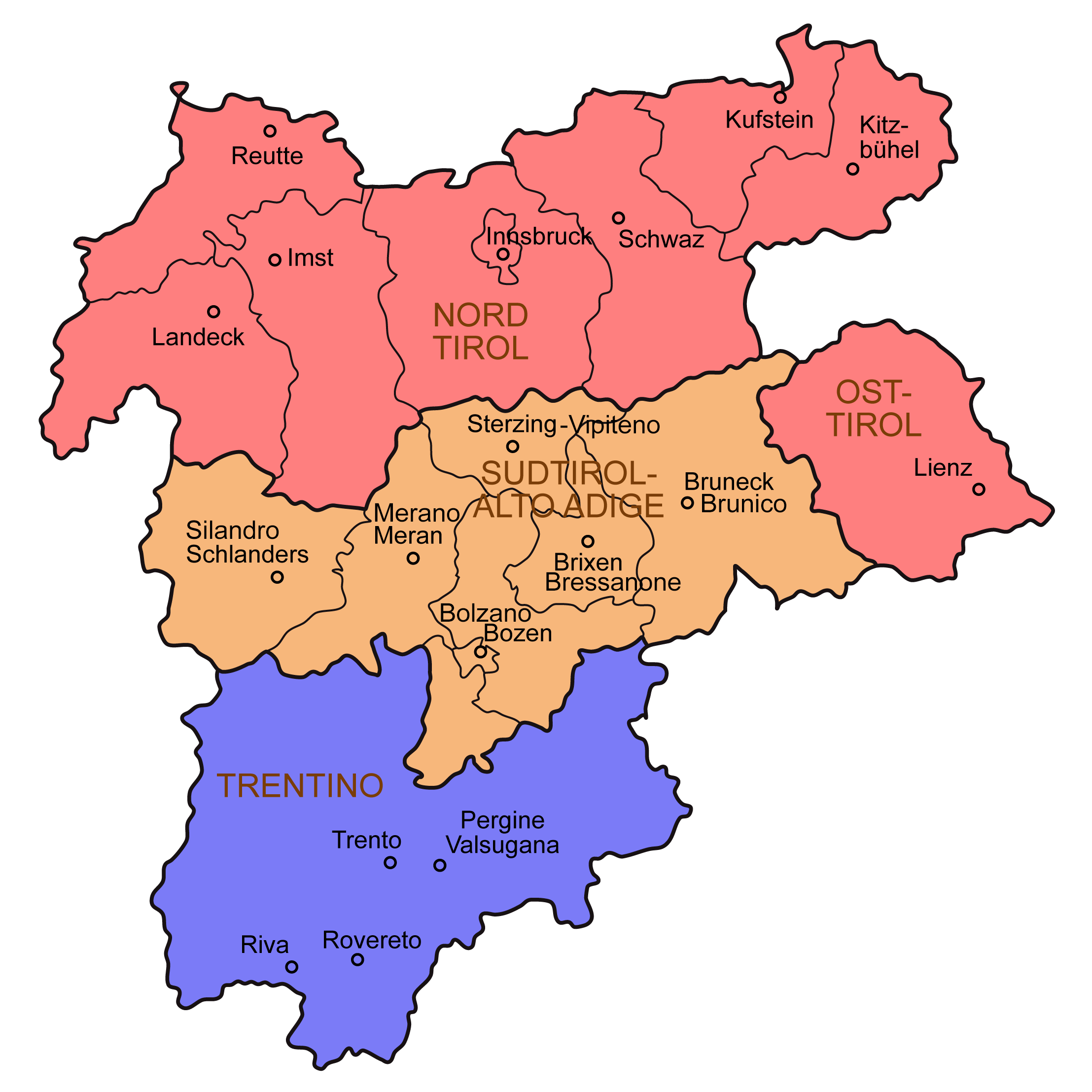
O parte din Tirol (Tirolul de Sud și Trentino) a fost promisă Italiei

Pactul de la Londra (în italiană Patto di Londra) a fost semnat în timpul Primului Război Mondial, în 26 aprilie 1915, ca tratat secret între Regatul Italiei pe de o parte și puterile aliate Regatul Unit, Franța și Imperiul Rus pe de altă parte. Prin el se plănuia intrarea în război a Italiei, căreia i s-a asigurat recunoașterea unor diverse pretenții teritoriale.